# Don Carpenter
Pour les articles homonymes, voir Carpenter.
Œuvres principales
- Sale Temps pour les braves

 Don Carpenter, né le 16 mars 1931 à Berkeley en Californie et mort le 28 juillet 1995 à Mill Valley, est un écrivain américain, auteur de nombreux recueils de nouvelles, de romans et scénarios. Proche des écrivains de la scène de San Francisco et en particulier de Richard Brautigan, son roman le plus connu, Hard Rain Falling, paru en 1966, est traduit en français pour la première fois en 2012 sous le titre Sale Temps pour les braves.

## Biographie
Né à Berkeley (Californie), Don Carpenter passe son enfance à Lafayette, une petite ville du comté californien de Contra Costa, jusqu'au moment de s'inscrire dans un lycée de Berkeley dont il est diplômé. 
En 1951, Carpenter s'enrôle dans l'armée de l'air et est stationné à Kyoto, au Japon. Pendant son service, Carpenter assume le poste d'écrivain du journal militaire Stars and Stripes, où il rencontre le musicien et dessinateur Shel Silverstein.
Lorsque Carpenter est démobilisé, en 1955, il s'installe à Portland (Oregon) où il épouse Martha Ryherd. Le couple, qui aura deux filles, Bonnie et Leha, déménage à San Francisco à la fin des années 1950.
En 1957, Carpenter s'inscrit à l'université d'État de San Francisco et obtient un Master of Arts en 1961. Quatre ans plus tard (1965), installé à Mill Valley (Californie) avec sa famille, Carpenter enseigne l'anglais pendant deux ans avant de publier son premier roman Sale Temps pour les braves (Hard Rain Falling, 1966). De la fin des années 1960 au début des années 1980, Carpenter est embauché par les studios d'Hollywood pour écrire des scénarios pour le cinéma et la télévision. Il signe notamment le scénario du Payday (1973), film réalisé par Daryl Duke, avec Rip Torn dans le rôle d'un chanteur country.
Entre 1975 et 1981, il publie trois romans sur le milieu hollywoodien : Getting Off (1971), The True Life Story of Jody McKeegan (1975) et A Couple of Comedians (1979). Seul ce dernier a été traduit en français sous le titre Deux Comédiens.
En 1984, il est fortement ébranlé par le suicide de son ami l'écrivain Richard Brautigan. 
À la fin des années 1980, Carpenter souffre de plusieurs maladies, dont la tuberculose, le diabète et le glaucome qui iront en s'aggravant. Après de nombreuses années de souffrance, Carpenter se suicide par balle le 28 juillet 1995 à son domicile de Mill Valley. Il avait 64 ans. 
Au moment de sa mort, Carpenter travaillait à un roman intitulé Fridays at Enrico's (traduit en français sour le titre Un dernier verre au bar sans nom), qui est repris, achevé et publié par Jonathan Lethem en 2014.

## Œuvres

### Romans
- Hard Rain Falling (1966) Sale Temps pour les braves, éditions Cambourakis, 2012 ; réédition, 10/18 no 4655, 2013  (ISBN 978-2-264-05952-9) ; réédition, Cambourakis, coll. « Cambourakis poche », 2022  (ISBN 978-2-36624-658-2) ; réédition, Cambourakis coll. « Littérature », 2023  (ISBN 978-2-36624-787-9)
- Blade of Light (1967) Clair obscur, éditions Cambourakis, 2019 ; réédition, 10/18 no 5547, 2021  (ISBN 978-2-264-07501-7) ; réédition, Cambourakis, coll. « Cambourakis poche », 2025  (ISBN 978-2-38669-029-7)
- Getting Off (1971)
- The True Life Story of Jody McKeegan (1975)
- A Couple of Comedians (1979) Deux Comédiens, éditions Cambourakis, 2014 ; réédition, 10/18 no 4963, 2015  (ISBN 978-2-264-06526-1)
- Turnaround (1981)
- The Dispossessed (1986)
- From a Distant Place (1988) Un rêve lointain, éditions Cambourakis, 2023  (ISBN 978-2-36624-801-2)
- Fridays at Enrico's (2014), roman posthume inachevé Un dernier verre au bar sans nom, éditions Cambourakis, 2016 ; réédition, 10/18 no 5181, 2017  (ISBN 978-2-264-06527-8)

### Recueils de nouvelles
- The Murder of the Frogs and Other Stories (1969)
- The Class of '49 (1985) - Ce livre inclut un court roman et trois nouvelles La Promo 49, éditions Cambourakis, 2013 ; réédition, 10/18 no 4868, 2014  (ISBN 978-2-264-06218-5) ; réédition, Cambourakis, coll. « Littérature », 2019  (ISBN 978-2-36624-391-8)

### Autre publication
- Glitter : a Memory (1985) Strass et Paillettes : souvenir, éditions Cambourakis, 2013

## Filmographie

### Scénariste
- 1972 : Payday (en), film réalisé par Daryl Duke, avec Rip Torn, Ahna Capri et Michael C. Gwynne